# Reginald Courtenay Boyle
Lord Reginald Courtenay Boyle (22 novembre 1877 – 16 febbraio 1946) è stato un ufficiale irlandese.

## Biografia
Era l'ultimogenito di Gerald Edmund Boyle e di sua moglie, Lady Elizabeth Teresa Pepys. Era il nipote di John Boyle, figlio di Edmund Boyle, VIII conte di Cork.
Studiò al Magdalen College di Oxford.

## Carriera militare
Ha combattuto nella prima guerra mondiale e raggiunse il grado di maggiore al servizio del Somerset West Yeomanry.
Nel 1919 venne nominato cavaliere dell'Ordine dell'Impero Britannico.

## Matrimonio
Sposò, il 29 ottobre 1908, Violet Lower, figlia di Arthur Flower e di Isabel Pauncefort-Duncombe. Ebbero tre figli:
- Reginald Boyle, XIII conte di Cork (7 febbraio 1910-8 agosto 1995), sposò in prime nozze Dorothy Kate Ramsden, sposò in seconde nozze Maria Gabrielle Ginnett;
- John Boyle, XIV conte di Cork (12 maggio 1916-14 novembre 2003);
- Theresa Elizabeth Boyle (19 luglio 1920), sposò Adrian Dodd-Noble, ebbero cinque figli.

## Morte
Morì il 16 febbraio 1946, a 68 anni.

## Ascendenza
|                                     |                            |                                                  | Genitori                             |  |  | Nonni |  |  | Bisnonni                         |  |  | Trisnonni                       |  |
|                                     |                            |                                                  |                                      |  |  |       |  |  | Edmund Boyle, VIII conte di Cork |  |  | Edmund Boyle, VII conte di Cork |  |
|                                     |                            |                                                  |                                      |  |  |       |  |  | Edmund Boyle, VIII conte di Cork |  |  | Edmund Boyle, VII conte di Cork |  |
|                                     |                            | Anne Courtenay                                   |                                      |  |  |       |  |  | Edmund Boyle, VIII conte di Cork |  |  |                                 |  |
| John Boyle                          |                            |                                                  |                                      |  |  |       |  |  | Edmund Boyle, VIII conte di Cork |  |  |                                 |  |
|                                     |                            | Isabella Henrietta Poyntz                        | William Poyntz                       |  |  |       |  |  |                                  |  |  |                                 |  |
|                                     |                            | Isabella Henrietta Poyntz                        | William Poyntz                       |  |  |       |  |  |                                  |  |  |                                 |  |
|                                     |                            | Isabella Henrietta Poyntz                        | Isabella Courtenay                   |  |  |       |  |  |                                  |  |  |                                 |  |
| Gerald Edmund Boyle                 |                            | Isabella Henrietta Poyntz                        |                                      |  |  |       |  |  |                                  |  |  |                                 |  |
|                                     |                            | Henry FitzGerald                                 | James FitzGerald, I duca di Leinster |  |  |       |  |  |                                  |  |  |                                 |  |
|                                     |                            | Henry FitzGerald                                 | James FitzGerald, I duca di Leinster |  |  |       |  |  |                                  |  |  |                                 |  |
|                                     |                            | Henry FitzGerald                                 | Emily Lennox                         |  |  |       |  |  |                                  |  |  |                                 |  |
| Cecilia FitzGerald-de Ros           |                            | Henry FitzGerald                                 |                                      |  |  |       |  |  |                                  |  |  |                                 |  |
|                                     |                            | Charlotte Boyle-Walsingham, XXI baronessa de Ros | Robert Boyle-Walsingham              |  |  |       |  |  |                                  |  |  |                                 |  |
|                                     |                            | Charlotte Boyle-Walsingham, XXI baronessa de Ros | Robert Boyle-Walsingham              |  |  |       |  |  |                                  |  |  |                                 |  |
|                                     |                            | Charlotte Boyle-Walsingham, XXI baronessa de Ros | Charlotte Hanbury-Williams           |  |  |       |  |  |                                  |  |  |                                 |  |
| Reginald Courtenay Boyle            |                            | Charlotte Boyle-Walsingham, XXI baronessa de Ros |                                      |  |  |       |  |  |                                  |  |  |                                 |  |
|                                     | William Pepys, I baronetto | William Pepys                                    |                                      |  |  |       |  |  |                                  |  |  |                                 |  |
|                                     | William Pepys, I baronetto | William Pepys                                    |                                      |  |  |       |  |  |                                  |  |  |                                 |  |
|                                     | William Pepys, I baronetto | Susanna Russell                                  |                                      |  |  |       |  |  |                                  |  |  |                                 |  |
| Charles Pepys, I conte di Cottenham | William Pepys, I baronetto |                                                  |                                      |  |  |       |  |  |                                  |  |  |                                 |  |
|                                     |                            | Elizabeth Dowdeswell                             | William Dowdeswell                   |  |  |       |  |  |                                  |  |  |                                 |  |
|                                     |                            | Elizabeth Dowdeswell                             | William Dowdeswell                   |  |  |       |  |  |                                  |  |  |                                 |  |
|                                     |                            | Elizabeth Dowdeswell                             | Bridget Codrington                   |  |  |       |  |  |                                  |  |  |                                 |  |
| Elizabeth Pepys                     |                            | Elizabeth Dowdeswell                             |                                      |  |  |       |  |  |                                  |  |  |                                 |  |
|                                     |                            | William Wingfield-Baker                          | George Wingfield                     |  |  |       |  |  |                                  |  |  |                                 |  |
|                                     |                            | William Wingfield-Baker                          | George Wingfield                     |  |  |       |  |  |                                  |  |  |                                 |  |
|                                     |                            | William Wingfield-Baker                          | Mary Sparrow                         |  |  |       |  |  |                                  |  |  |                                 |  |
| Caroline Wingfield-Baker            |                            | William Wingfield-Baker                          |                                      |  |  |       |  |  |                                  |  |  |                                 |  |
|                                     |                            | Charlotte Digby                                  | Henry Digby, I conte Digby           |  |  |       |  |  |                                  |  |  |                                 |  |
|                                     |                            | Charlotte Digby                                  | Henry Digby, I conte Digby           |  |  |       |  |  |                                  |  |  |                                 |  |
|                                     |                            | Charlotte Digby                                  | Mary Knowler                         |  |  |       |  |  |                                  |  |  |                                 |  |
|                                     |                            | Charlotte Digby                                  |                                      |  |  |       |  |  |                                  |  |  |                                 |  |